# Alexander Ogrinc
Alexander Ogrinc (* 10. Dezember 1968 in Kuppenheim) ist ein ehemaliger deutscher Fußballtorhüter und derzeitiger -trainer. Aktuell ist er in der Saison 2018/19 als Zeugwart beim Zweitligisten F.C. Hansa Rostock tätig.

## Werdegang
Ogrinc war Torwart in der Jugend des VfB Stuttgart. Als einer der besten seines Jahrgangs nahm er an der U-16-Fußball-Weltmeisterschaft 1985 teil und erhielt nach einer 0:2-Finalniederlage gegen Nigeria die Silbermedaille. In Stuttgart konnte er sich jedoch nicht durchsetzen und wechselte daher 1991 zu Arminia Bielefeld, die in der Oberliga Westfalen spielte. Bis 1995 kam er in 89 Ligaspielen für die Westfalen zum Einsatz, ehe er von Uli Stein verdrängt wurde und zu Rot-Weiss Essen wechselte. Dort debütierte er am 3. August 1996 in der 2. Bundesliga, kassierte jedoch im Spiel gegen die Stuttgarter Kickers vier Gegentore. Nach vier sieglosen Spielen zum Auftakt wurde er am 5. Spieltag durch Marc Petrick ersetzt. Ab dem 11. Spieltag stand er wieder zwischen den Pfosten, wurde aber in der Rückrunde von Frank Kurth verdrängt. Daraufhin wechselte Ogrinc am Ende der Spielzeit zu Hessen Kassel, wo er jedoch nur ein halbes Jahr blieb.
Im Januar 1998 heuerte Ogrinc beim Wuppertaler SV in der Regionalliga West an. Wiederum blieb er nur eine Halbserie und wechselte im Sommer zum Ligarivalen Preußen Münster. Am 7. November 1999 verletzte er sich im Spiel gegen Fortuna Düsseldorf in der 12. Minute schwer (Achillessehnenruptur), Uwe Weidemann schob den Ball zum Zwischenstand von 0-1 ins leere Tor. Im Sommer 2000 ging er in die Regionalliga Nord zum SV Wilhelmshaven. Dort war er Stammtorhüter, musste aber nach dem Lizenzentzug mit dem Klub absteigen. Der in finanziellen Nöten steckende Verein musste ihn abgeben und Ogrinc ging daher zu Eintracht Braunschweig, wo er beim Zweitligaaufsteiger auf der Ersatzbank saß. Nach einem halben Jahr kehrte er ablösefrei nach Wilhelmshaven zurück, um dort einen Zehn-Jahres-Vertrag zu unterschreiben. In diesem Vertrag wurde festgelegt, dass er noch drei Jahre für den Verein spielen werde und für die restliche Vertragslaufzeit einen Job beim Hauptsponsor Sprehe erhalte. Im Sommer ging er jedoch zu Holstein Kiel, da der SVW mit Rene Damerow einen neuen Torhüter verpflichtete. 2004 beendete Ogrinc seine Karriere zunächst bei Kiel, ein Jahr später wurde er jedoch vom Bonner SC reaktiviert und beendete dort im Sommer 2007 seine Karriere endgültig. Als Torwarttrainer wechselte er in den Trainerstab des Vereins.
In der Winterpause der Zweitliga-Spielzeit 2010/11 kehrte Ogrinc in den Profifußball zurück und ersetzte beim Karlsruher SC den seinerzeit erkrankten regulären Torwarttrainer Peter Gadinger. Zum Saisonende verließ er den badischen Klub, dessen finanzielle Situation eine weitere Zusammenarbeit verhinderte. Stattdessen wechselte er in selbiger Position zum F.C. Hansa Rostock und erhielt bei den Mecklenburgern einen Einjahresvertrag, welcher im April 2012 um ein weiteres Jahr verlängert wurde. Von 2013 bis 2015 wechselte er weiter zum SC Preußen Münster.
Im Oktober 2018 wurde bekannt, dass Ogrinc mit sofortiger Wirkung zum F.C. Hansa Rostock zurückkehren und zunächst für den Rest der laufenden Saison die Aufgaben des erkrankten Zeugwartes übernehmen wird.
Der Torwart kam in seiner Karriere auf elf Profispiele, allesamt in der 2. Bundesliga. Darüber hinaus bestritt er 121 Spiele in der Regionalliga und stand 284 Mal in der Oberliga auf dem Platz.